# Кодиа, Пьеро
Пьеро Кодиа (род. 22 октября 1989, Триест) — итальянский пловец. Чемпион Европы (2018) в Глазго, призёр чемпионата Европы (2016) в Лондоне.

## Карьера
На сегодняшний день он участвовал в:
— Олимпийские игры (Рио 2016);
— Чемпионаты Европы (Дебрецен 2012, Берлин 2014, Лондон 2016, Глазго 2018);
— Чемпионаты мира (Барселона 2013, Казань 2015, Будапешт 2017);
— Универсиады (Казань 2013, Кванджу 2015);
— Чемпионаты Европы на короткой воде (Щецин 2011, Хернинг 2013, Нетания 2015, Копенгаген 2017);
— средиземноморские игры (Мерсин 2013, Таррагона 2018).
В августе 2018 года стал чемпионом Европы на дистанции 100 метров баттерфляем, установив рекорд чемпионатов 50.64.